# Sabra (tanque)
O Sabra é um extensivamente atualizado M60 desenvolvido pela Israel Military Industries.  Uma versão deste pacote de atualizações foi selecionado para programa de modernização tanques de batalha principal do exército turco. O Sabra é conhecido como o Turco M60T em serviço.

## Desenvolvimento
O desenvolvimento do Sabra, é o resultado da necessidade por parte de Israel de modernizar a sua frota de carros de combate M-60A3, que foram ficando desatualizados.
Embora contando com carros de combate de primeira linha como os Merkava Israel olhou para a modernização do M-60 como forma de continuar a possuir um numero consideravel de carros de combate pesado, sem que os custos disparassem.
Foram efetuadas várias modificações no M-60. Aproveitaram-se os desenvolvimentos de blindagem que tinham sido aplicados nas modernizações Magach-6 e Magach-7, a torre foi modificada, apresenta um melhor perfil balistico e dando à torre uma proteção mais eficiente.
Mais importante, foi a instalação de uma nova peça principal de 120mm, derivada do Rheinmetal L/44 alemão e fabricada em Israel.
Sabra ele foi inicialmente desenvolvido como uma evolução das versões do Magach7C. O perfil balístico da armadura aplicada foi melhorada, e incorporou a pistola de 120 milímetros MG253 desenvolvido pela IMI.  O pacote de atualização foi oferecida pela primeira vez para a Turquia como uma opção para o seu programa de modernização do tanque e, posteriormente, oferecidos para exportação em geral. O governo turco selecionada uma nova versão modificada do Sabra (o Mk.II Sabra) para que o seu programa de atualização, e o contrato foi assinado em 29 de março de 2002, com valor estimado em 688 milhões dólares USD. O primeiro Sabra Mk.II foi entregue para testes turco em 2005, e passou qualificações em maio de 2006. 170 foram atualizados entre 2007 e abril de 2009. As atualizações foram realizadas pelo Exército turco, principal Centro de Manutenção de Comando, com os kits de atualização fornecidos pelo IMI.

## Variações
- SABRA-I

Mk.I e essencialmente um upgrade do Magach 7C. Ela integra um canhão de 120 milímetros, desenvolvido pela IMI, a melhoria da blindagem modular, um sistema de controle de fogo da Elbit Systems. O rolamento também seria atualizado a partir do Magach para melhorar a mobilidade dentro do país. O sistema híbrido elétrico e hidráulico do Magach 7C é substituído por um sistema totalmente elétrico
- SABRA-II

A IMI lançou posteriormente uma nova versão do tanque Sabra, que denominou de Sabra-II. Trata-se basicamente do mesmo veículo, com a possibilidade hoje em dia comum noutros tipos de veículos de adaptação de blindagem modular, adaptada às mecessidades especificas do campo de batalha, e que permite substituir blindagem destruida ou danificada com grande facilidade e sem ter que retirar o tanque para uma oficina de reparação.
- SABRA-III

O Sabra Mk.III incorpora a tecnologia de blindagem, o RWR / IR e o sistema de alerta, e faixas do Merkava

## Operadores
- Turquia
  - Designação Local: M-60T / Sabra-III
  - Quantidade: 450 M60 Sabra entregues, mas cerca de 169 em serviço até 2022
  - Situação operacional: Em serviço

O exército Turco abriu uma Licitação internacional para a modernização de parte da sua grande frota de carros de combate M60. E entre as várias propostas, entre as quais a do tanque M-60-2000 ou tanque 120S da General Dynamics, surgiu como vencedor o Sabra.
Comparativamente com a proposta norte-americana a modernização SABRA é tão ou mais radical e custou cerca de 4 milhões de dólares a preço de 2002. O Sabra parece ter sido considerado mais eficiente que o seu equivalente 120S da General Dynamics.
Espera-se que outros veículos M-60 turcos sejam convertidos para o padrão Sabra, sendo a industria Turca responsável pelas conversões.
As características so Sabra turco diferem das do Sabra de Israel.
No caso dos Sabra turcos, ao invés de utilizar o motor Continental AVDS-1790, é utilizado um motor alemão MTU-881 com uma potência de 1000cv. Esta potência permitirá manter performances idênticas ao modelo original, já que segundo algumas fontes, o Sabra turco, com a blindagem modular adicional pode atingir 59 toneladas.

## Blindagem Modular
Este tipo de blindagem consiste na possibilidade de adaptar - consoante as necessidades - módulos adicionais de blindagem ao veículo, que podem ser aplicados conforme seja considerado necessário pelas condições no terreno.
Os módulos de blindagem adicional podem ser aplicados mesmo no campo de batalha ou local onde os veículos estiverem em operação, sem necessidade de o remover para uma oficina. A blindagem é aplicada aparafusando os modulos adicionais à bindagem base.
Este tipo de blindagem, tanto pode ser adaptado a veículos blindados ligeiros sobre rodas, como a veículos blindados pesados.
As características da blindagem modular mudam consoante as técnologias utilizadas no seu fabrico, mas o conceito de blindagem modular é sempre o mesmo e a sua aplicação aos veículos também é idêntica.